# Poneschukai
Poneschukai (russisch Понежукай; adygeisch Пэнэжьыкъуай) ist ein Aul in der Republik Adygeja (Russland) mit 3456 Einwohnern (Stand 14. Oktober 2010).

## Geographie
Der Ort liegt etwa 65 km Luftlinie nordwestlich der Republikhauptstadt Maikop am Fluss Aptschas, der einige Kilometer nördlich in den Krasnodarer Stausee des Kuban mündet.
Poneschukai ist Verwaltungssitz des Rajons Teutscheschski und Sitz der Landgemeinde Poneschukaiskoje selskoje posselenije, zu der neben Poneschukai noch die Aule Natscheresi, Neschukai und Pschikuichabl, die Siedlung Sarja sowie die Weiler (chutor) Kolos, Kotschkin und Schunduk gehören.

## Geschichte
Der Aul wurde 1800 gegründet. 1924 wurde er Zentrum eines Rajons, der 1940 den Namen des adygeischen Dichters Zug Teutschesch (1855–1940) erhielt. 1963 wurde der benachbarte Oktjabrski rajon (heute Tachtamukaiski rajon) angeschlossen und der Verwaltungssitz nach Oktjabrski (heute wieder Tachtamukai) verlegt, 1976 dann in die neu entstandene Stadt Teutscheschsk (heute Adygeisk). Nach der erneuten Ausgliederung des Oktjabrski rajon 1983 und der Bildung eines eigenständigen Stadtkreises Adygeisk wurde Poneschukai im Jahr 2000 wieder Zentrum des Teutscheschski rajon.

### Bevölkerungsentwicklung
| Jahr | Einwohner |
| ---- | --------- |
| 1939 | 2943      |
| 1959 | 3504      |
| 2002 | 3388      |
| 2010 | 3456      |

Anmerkung: Volkszählungsdaten

## Verkehr
Poneschukai liegt an der Regionalstraße, die südlich des Krasnodarer Stausees die Fernstraße M4 beim 15 km westlich von Poneschukai gelegenen Adygeisk mit der R253 Ust-Labinsk – Beloretschensk – Maikop verbindet.